# Kelly McCormick
Pour les articles homonymes, voir McCormick.
Kelly McCormick, née le 13 février 1960 à Anaheim (Californie), est une ancienne plongeuse américaine, médaillée d'argent et de bronze olympique en 1984 et 1988.

## Carrière
Elle est la fille de Patricia McCormick, quadruple championne olympique de plongeon. Elle débute par la gymnastique mais finit par se tourner vers le plongeon à l'âge de 14 ans.
Lors des Jeux olympiques d'été de 1984, elle remporte la médaille de bronze en tremplin à 3 m. Quatre ans plus tard, elle remporte le bronze sur la même épreuve. Atteinte d'une hernie discale, elle prend finalement sa retraite après les Goodwill Games de 1990 où elle termine 7e.
Elle est médaillée d'or en tremplin à 3 m aux Jeux panaméricains de 1983 et de 1987.

## Distinctions
- 1990 : International Swimming Hall of Fame[4]